# Photographische Korrespondenz
Photographische Korrespondenz (někdy také Correspondenz; česky: Fotografická korespondence) byl německy psaný odborný časopis zabývající se vším, co souviselo především s fotografováním, ale i s uměním a kulturou. Měsíčník byl vydáván v letech 1864 až 1971 společnostmi Photographische Gesellschaft in Wien a Die Höhere Graphische Bundes-Lehr- und Versuchsanstalt sídlícími ve Vídni.

## Historie
V roce 1864 založili členové vídeňského Fotografického spolku (německy: Photographische Gesellschaft) Ludwig Schrank (1828–1905), Dr. Josef Maria Eder (1855–1944), Carl Haack (1842–1908), Dr. Emil Hornig (1828–1890) a M. Dutkiewicz časopis Photographische Correspondenz, který brzy získal mezinárodní věhlas. V průběhu svého více než 100 let trvajícího vydávání měl tento časopis různé dodatečné názvy: 
- V letech 1864 až 1870 se jednalo o podtitul Technische artistische und commerzielle Mittheilen (česky: Technické, umělecké a obchodní příspěvky) a v této době časopis redigoval a vydával Ludwig Schrank.[1]
- V letech 1871 až 1884 vycházel časopis pod redakčním a vydavatelským vedením rakouského chemika, fotografa a vědce Dr. Emila Horniga[2][3] a v tomto období získal jiný podnázev: Organ der photographischen Gesellschaft in Wien. Monatsschrift für Photographie und verwandte Fächer (česky: Orgán fotografické společnosti ve Vídni. Měsíčník pro fotografii a související témata).[1]
- Od roku 1885 do roku 1904 se další název změnil na Zeitschrift für Photographie und photomechanische Verfahren (česky: Časopis pro fotografii a fotomechanické procesy) a redakčně a vydavatelsky jej opět vedl Ludwig Schrank.[1]

V roce 1962 byl časopis Photographie und Wissenschaft (česky: Fotografie a věda) sloučen s časopisem Photographische Correspondenz. V roce 1971 časopis Photographische Correspondenz po více než 100 letech svého trvání přestal vycházet z ekonomických důvodů.

Osobnosti spojené s časopisem Photographische Correspondenz
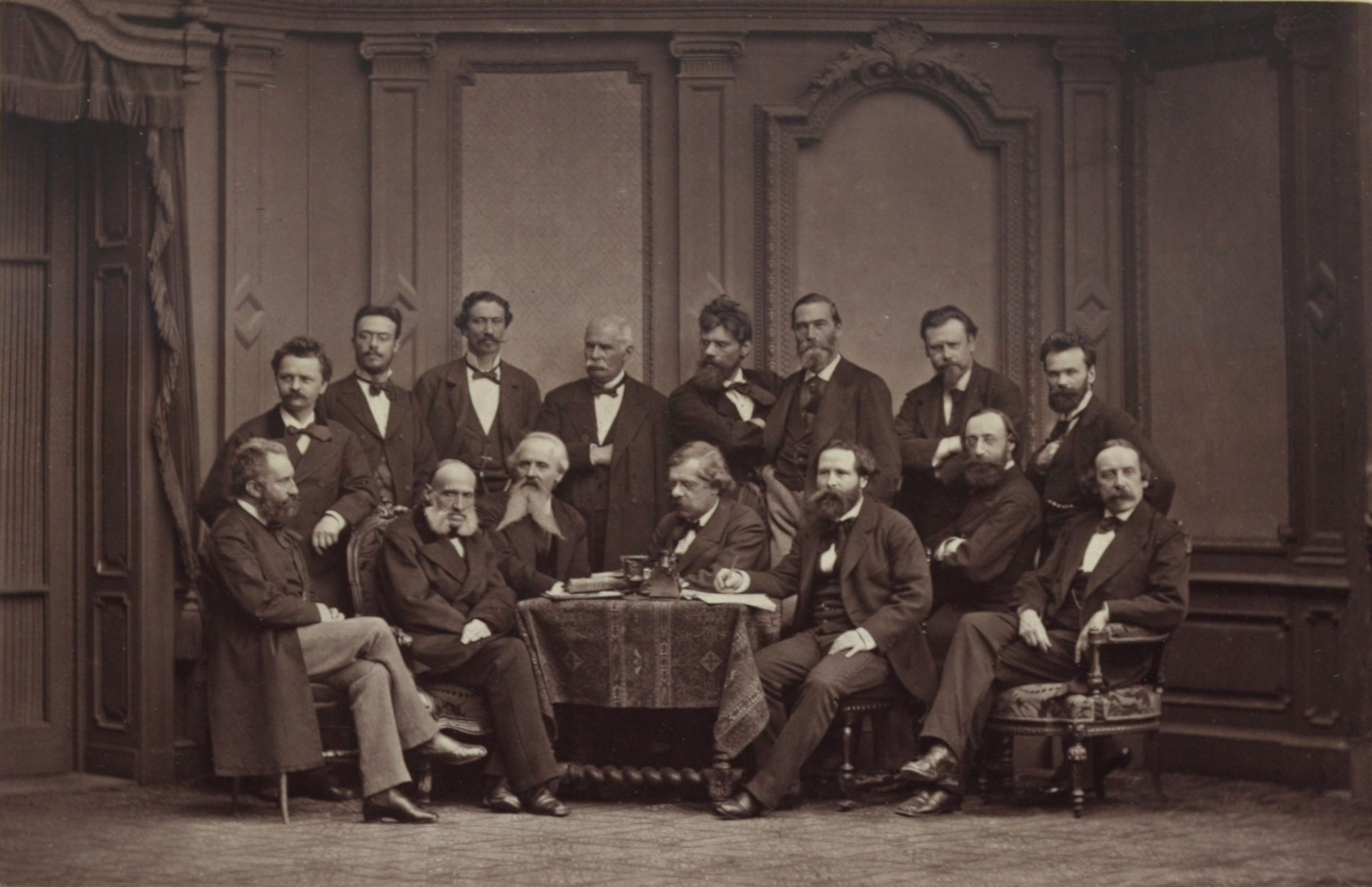
Výbor fotografického spolku ve Vídni (před rokem 1877)
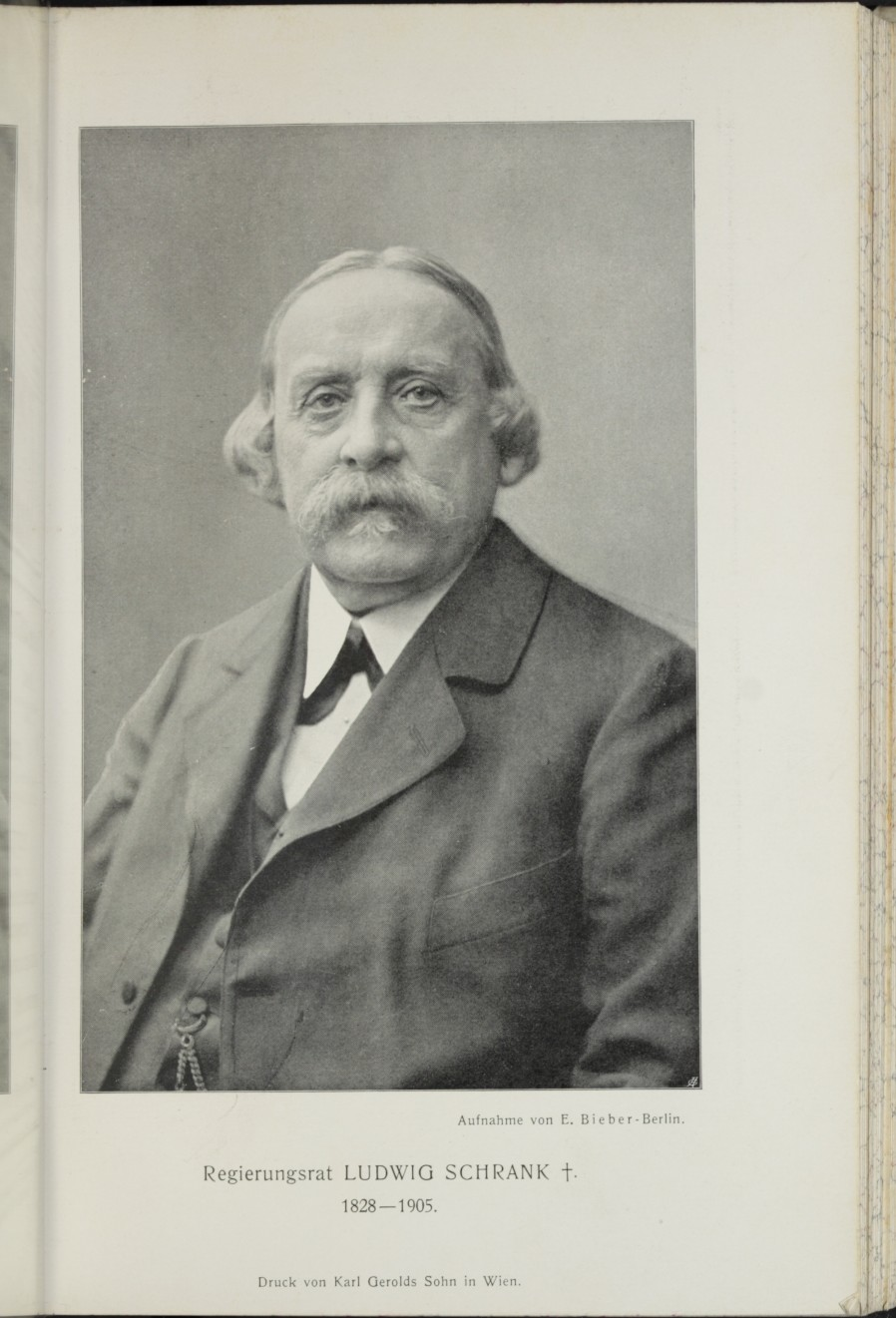
Vídeňský fotograf Ludwig Schrank (1828–1905)
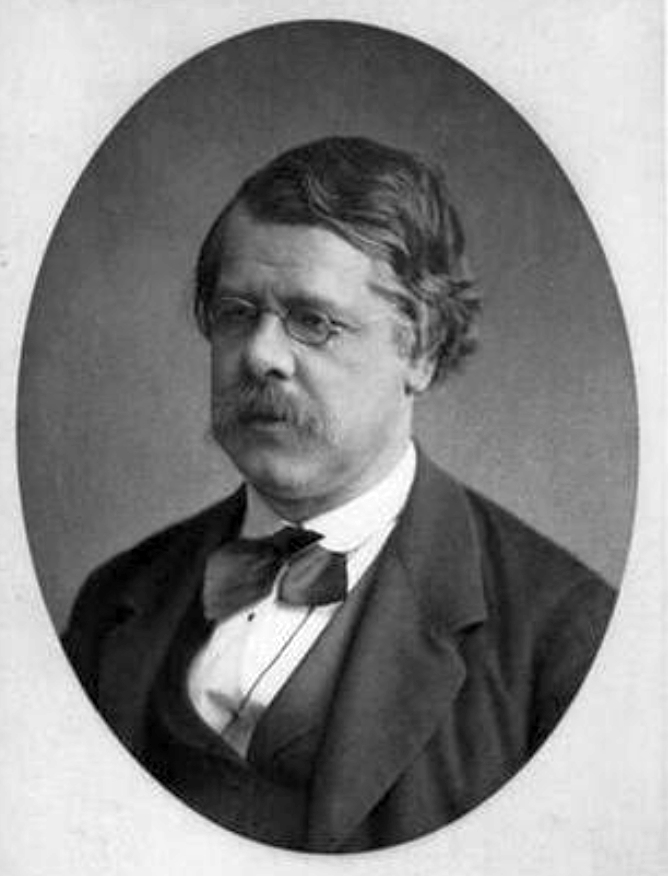
Dr. Emil Hornig (1828–1890)
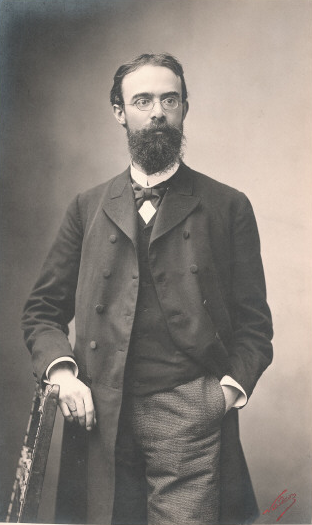
Rakouský chemik a fotograf Dr. Josef Maria Eder (1855–1944) v roce 1887